# Marina Baixa
La Marina Baixa (en castillan : Marina Baja) est une comarque de la province d'Alicante, dans la Communauté valencienne, en Espagne. Son chef-lieu est Villajoyosa.

## Communes

Communes de la Marina Baixa

- L'Alfàs del Pi
- Altea
- Beniardá
- Benidorm
- Benifato
- Benimantell
- Bolulla
- Callosa d'en Sarrià
- Confrides
- Finestrat
- El Castell de Guadalest
- La Nucia
- Orxeta
- Polop
- Relleu
- Sella
- Tàrbena
- Villajoyosa